# Epidendrum powellii
Epidendrum powellii är en orkidéart som beskrevs av Rudolf Schlechter. Epidendrum powellii ingår i släktet Epidendrum och familjen orkidéer. Inga underarter finns listade i Catalogue of Life.